# Пандья
Пандья, Государство Пандьев — индийское государство во главе с одноимённым родом, испокон веков правившим южными областями Индии из окрестностей священного города Мадурай на территории Южного Тамилнада. О его существовании было известно ещё древнегреческому путешественнику Мегасфену, который приписывал основание рода дочери Геракла.

## История
Государство Пандьев на протяжении своей почти 2-тысячелетней истории вело обширную торговлю с портами Индийского океана и держало в подчинении многие княжества Южной Кералы. Пандьи находились во враждебных отношениях с правителями Цейлона и вынуждены были постоянно отбивать нападения северных держав (Паллавы, Чалукья, Раштракуты).
В конце X-начале XI вв. Пандья вынужденно признали верховенство империи Чола, но при Джатавармане Сундара Пандье (правил в 1251—68) смогли восстановить былое влияние и даже распространить его на Цейлон.
«Золотой век» правителей Мадурая закончился в начале XIV века в связи с вторжением из Делийского султаната мусульманской армии под командованием перса Малика Кафура, который в 1311 году захватил и разрушил Мадурай. Последовавшие за этим завоевательные походы мусульман привели к падению государства Пандьев и основанию на его обломках Мадурайского султаната. До начала XVII века отдельные представители рода Пандья поминаются источниками в качестве мелких раджей.